# Consejo Global de Turismo Sostenible
El Consejo Global del Turismo Sostenible, en inglés Global Sustainable Tourism Council (GSTC), es una organización sin fines de lucro que establece y gestiona los estándares mundiales de sostenibilidad en el Sector de Viajes y Turismo conocidos como los Criterios GSTC. Asimismo, ofrece acreditación internacional para Organismos de Certificación de turismo sostenible.
El GSTC es una organización independiente y neutral, legalmente registrada en los EE. UU. como una organización sin fines de lucro 501 (c) 3, que representa a una membresía diversa y global, incluyendo agencias de las Naciones Unidas, ONG, gobiernos nacionales, provinciales y municipales, empresas de viajes, hoteles, touroperadores , transportes,  prestadores turísticos, comunidades y destinos  – todos esforzándose en pos de lograr las mejores prácticas en turismo sostenible. El Consejo Global de Turismo Sostenible es una organización virtual sin una oficina principal, con personal y voluntarios que trabajan en los seis continentes en todo el mundo. El apoyo financiero de donaciones, patrocinio y cuotas de membresía  permite brindar servicios a bajo costo, capacitar, crear, revisar y poner a disposición los Criterios GSTC en forma gratuita y accesible a nivel global.

## Descripción
El Consejo Global de Turismo Sostenible fue creado en el año 2007 por los siguientes organismos: la Fundación de las Naciones Unidas, la Organización Mundial del Turismo (OMT), el Programa de los Naciones Unidas para el Medio Ambiente (UNEP), la Organización no gubernamental Rainforest Alliance, y la World Wide Fund for Nature (WWF).
Existen dos conjuntos de estándares: los Criterios GSTC para Destinos GSTC-Dv2 (2019) dirigidos a los responsables de las políticas públicas y los administradores de destinos, y los Criterios GSTC-Iv3 (2016) para la industria dirigidos a hoteles y operadores turísticos. Ambos Criterios son los principios rectores y los requisitos mínimos que cualquier empresa o destino turístico debe aspirar a alcanzar para proteger y mantener los recursos naturales y culturales del mundo, garantizando al mismo tiempo que el turismo alcance su potencial como una herramienta para la paz, la inclusión social, la conservación de los recursos y la mitigación de la pobreza.
Los Criterios GSTC fueron creados para llegar a un entendimiento común en el mundo del turismo sostenible, y representan el mínimo que una empresa de turismo debe aspirar a alcanzar. Se utilizan para  educación, formación y capacitación y como lineamientos básicos para escuelas de hotelería, centros de formación  y universidades. Los Criterios GSTC promueven el  desarrollo de políticas públicas y programas gubernamentales,sirven como base para certificaciones de sostenibilidad, facilitan el acceso a los mercados para productos sostenibles, ayudan a los consumidores a identificar programas y negocios sólidos  en materia de turismo sostenible, sirven de común denominador para que los medios de comunicación reconozcan a los proveedores de turismo sostenible y contribuyen con sus líneas directrices a medir y controlar procedimientos como base para diversas certificaciones en sostenibilidad . Los Criterios GSTC promueven liderazgo que inspira a otros actores a tomar acción en el sector de los Viajes y el Turismo.
Asimismo ,el GSTC opera como un sistema de acreditación. Los Criterios GSTC son la base del rol del GSTC como Organismo de Acreditación global para Programas de Certificación que certifican que los hoteles , alojamientos, operadores turísticos y destinos cuenten con políticas y prácticas sostenibles. El GSTC no certifica directamente ningún producto o servicio; pero acredita a los que sí lo hacen y se encuentra involucrado en dicho proceso. 

## Objetivo de la organización
El principal objetivo de la organización es incrementar el conocimiento y la concientización sobre las prácticas en turismo sostenible entre los actores  privados y públicos que integran toda la cadena de valor turística. Con el fin de alcanzar este propósito se presentan los siguientes objetivos: desarrollar los estándares y criterios de turismo sostenible a nivel internacional, mejorar y hacer sostenibles los destinos y comunidades, promover el acceso a los mercados de turismo globales, incrementar el conocimiento y las mejores prácticas en turismo sostenible  y contribuir a validar los estándares de sostenibilidad. El GSTC define el turismo sostenible  a través de cuatro pilares fundamentales a saber:  planificación y gestión eficaz para la sostenibildad, maximización de los beneficios sociales y económicos para la comunidad local; fortalecimiento del patrimonio cultural  y minimización de los impactos negativos, maximización de los beneficios del medio ambiente y minimización de los impactos negativos.

## Historia
2007.-Creación de la Alianza para los Criterios Globales de Turismo Sostenible
En el 2007 se creó la organización llamada Alianza para los Criterios Globales de Turismo Sostenible (GSTC Partnership) – una coalición de 32 socios, iniciada por Rainforest Alliance, el Programa de las Naciones Unidas para el Medio Ambiente (PNUMA), la Fundación de las Naciones Unidas y la Organización Mundial del Turismo. (OMT).
El objetivo era fomentar una mayor comprensión de las prácticas de turismo sostenible y la adopción de principios universales de turismo sostenible.
2008.-Desarrollo de los Criterios GSTC
En 2008, la Alianza GSTC desarrolló un conjunto de criterios de referencia organizados en torno a los cuatro pilares del turismo sostenible: planificación efectiva de la sostenibilidad; maximización de los beneficios sociales y económicos para la comunidad local; reducción de los impactos negativos sobre el patrimonio cultural; y reducción de los impactos negativos en el medio ambiente. Estos fueron los Criterios iniciales del GSTC – estándares de sostenibilidad para hoteles y operadores turísticos. La coalición lanzó formalmente la Alianza GSTC el 6 de octubre de 2008, en el Congreso Mundial de la Naturaleza de la UICN.
Los Criterios del Consejo Global de Turismo Sostenible son los requisitos mínimos que toda empresa de turismo o autoridades de gestión de destinos públicos debe aspirar a alcanzar para proteger y mantener los recursos naturales y culturales del mundo, garantizando al mismo tiempo que el turismo alcance su potencial como herramienta para aliviar la pobreza. Para desarrollar los criterios originales para hoteles y operadores turísticos, la Alianza GSTC consultó con expertos en sostenibilidad y la industria del turismo y revisó más de 60 certificaciones existentes y conjuntos de criterios voluntarios ya implementados en todo el mundo. En total, se analizaron más de 4.500 criterios y los criterios preliminares resultantes recibieron comentarios de más de 2.000 interesados. Desde el lanzamiento de los criterios en octubre de 2008, la Alianza GSTC se centró en involucrar a todos los agentes de turismo, desde compradores hasta proveedores y consumidores, para adoptar dichos  criterios.
2009.- Creación del Consejo de Administración de Turismo Sostenible
En 2009, se creó el Consejo de Administración de Turismo Sostenible para dar forma a las redes regionales de certificación que comenzaron a formarse a partir de 2003.
2010.-Fusión del Consejo Mundial de Turismo Sostenible
Pronto, el liderazgo de las dos organizaciones anunció planes para fusionarse: la Alianza para Criterios Globales de Turismo Sostenible y el Consejo de Administración de Turismo Sostenible (STSC). Las Naciones Unidas facilitó la fusión, que se completó en agosto de 2010, formando el actual Consejo Mundial de Turismo Sostenible. (Ahora la «C» en «GSTC» se refiere a «Consejo», reemplazando la versión anterior donde «C» se refería a «Criterios».) Las Naciones Unidas también proporcionó la Secretaría hasta fines de 2012 y los fondos significativos para lanzar el GSTC. Desde diciembre de 2012, el GSTC ha sido autofinanciado.
2013.- Lanzamiento de los Criterios GSTC para Destinos
En noviembre de 2013 se lanzaron los Criterios GSTC para Destino (GSTC-D), que ahora sirven como los estándares de referencia para la gestión de destinos turísticos en el mundo y como un marco para los estándares de sostenibilidad nacionales o regionales.
2014.- Fusión del GSTC y la Iniciativa de Tour Operadores (TOI)
En diciembre de 2014, el Consejo se fusionó con la iniciativa de Tour Operadores Independientes (TOI), una organización dirigida por grandes tour operadores comprometidos con el desarrollo sostenible de la cadena de valor. Esa expertise,  know-how y recursos ahora se aplican conjuntamente al trabajo de destinos sostenibles basado en los Criterios GSTC para Destinos (GSTC-D).
2016.-Lanzamiento de los Criterios GSTC para la Industria
En diciembre de 2016 se publicó la tercera versión de los Criterios para Industria (GSTC-Iv3.0) destinado a hoteles y touroperadores , que son la tercera versión de los Criterios GSTC lanzados en el año 2008. 
2019.- Lanzamiento de los Criterios GSTC para Destinos versión dos (GSTC-Dv2)
En diciembre de 2019 se publicó la segunda versión  de los Criterios de Destino del GSTC (GSTC-Dv2). Los GSTC-D v2 incluyen indicadores de rendimiento diseñados para proporcionar orientación en la medición del cumplimiento de los mismos. La aplicación de los criterios ayudará a un destino a contribuir a la Agenda 2030 para el Desarrollo Sostenible y a los 17 Objetivos de Desarrollo Sostenible (ODS).  En cada uno de los Criterios se identifican uno o varios de los 17 ODS con los que el estándar se encuentra vinculado o relacionado.